# Doris Schwaiger
Doris Schwaiger (heute Doris Schwaiger-Robl, * 28. Februar 1985 in Allentsteig, Österreich) ist eine ehemalige österreichische Beachvolleyball-Spielerin. Gemeinsam mit ihrer Schwester und Partnerin Stefanie Schwaiger wurde sie Europameisterin und österreichische Meisterin. Am 30. Mai 2014 gab sie überraschend ihren Rücktritt vom aktiven Sport bekannt.

## Karriere

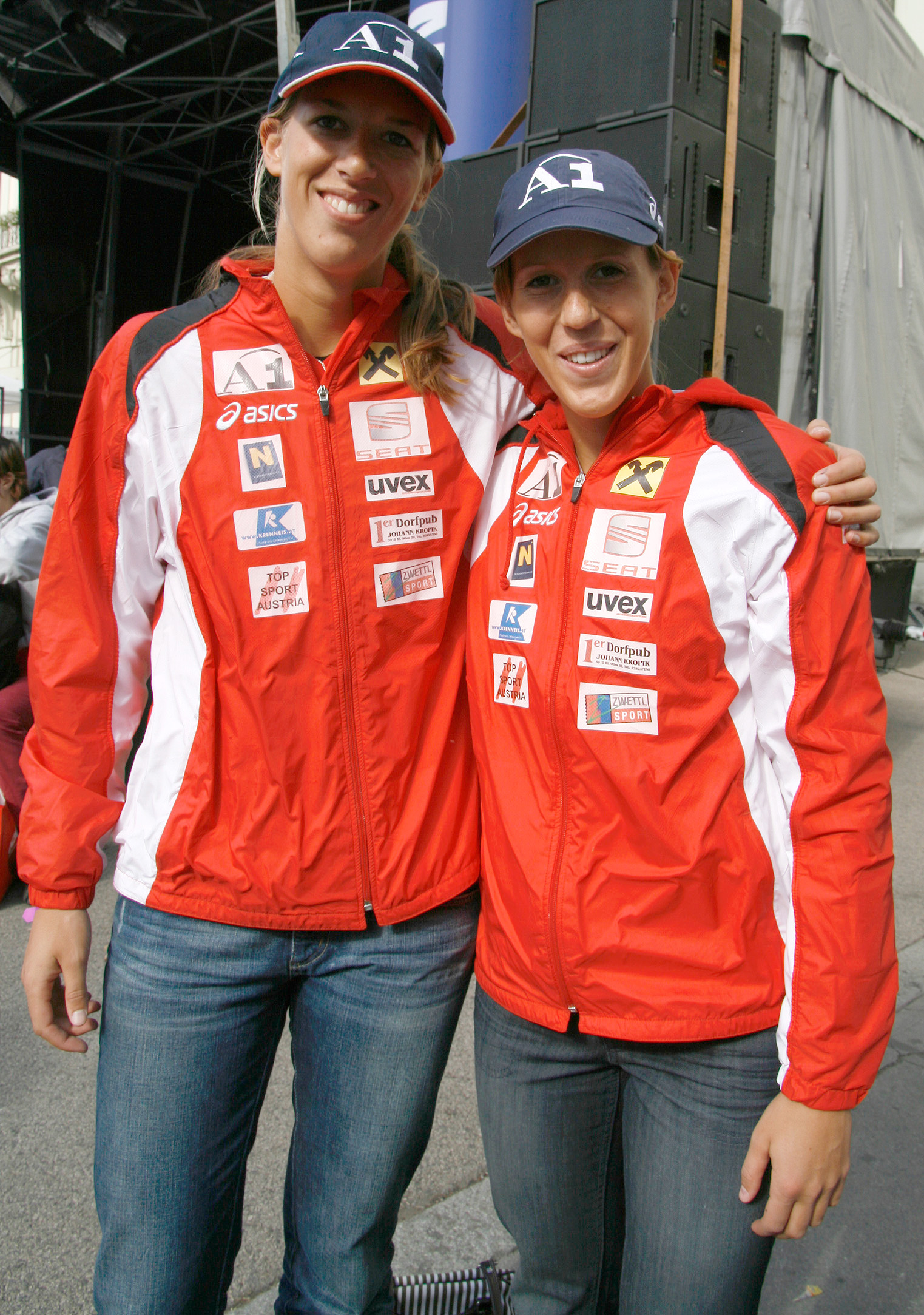
Doris (rechts) und Stefanie Schwaiger (Wien 2008)

Doris Schwaiger bildete seit 2001 ein Duo mit ihrer jüngeren Schwester Stefanie. 2002 nahmen die Schwaiger-Schwestern an der U18-Weltmeisterschaft und erstmals an der U20-Europameisterschaft teil. Nachdem sie 2003 bereits ein A1 Masters gewonnen hatten, spielten sie im folgenden Jahr zum ersten Mal bei einem Grand Slam und belegten in Klagenfurt den 17. Platz. 2005 nahmen sie an der U21-WM teil und wurden Neunte beim Weltserienturnier in Montreal. Die größten Erfolge 2006 waren der dritte Platz bei der U23-EM und die siebten Ränge bei den World-Tour-Auftritten in Modena und Warschau. 2008 qualifizierten sich die Schwaiger-Schwestern für die Olympischen Spiele in Peking und erreichten dort das Viertelfinale. Diesen Erfolg konnten sie bei den Weltmeisterschaften im nächsten Jahr wiederholen. Ihr bestes Ergebnis bei der FIVB World Tour bis dahin war der Gewinn der Silbermedaille beim Turnier in Kristiansand. Im Jahr 2009 rückten beide Schwestern beim Bundesheer ein, wo sie nach der Grundausbildung als Leistungssportler tätig sind.

### 2010
Beim Grand Slam in Rom erreichten die Schwaiger-Schwestern zum ersten Mal in der Saison das Viertelfinale, gemeinsam mit den Deutschen Sara Goller und Laura Ludwig belegten die Österreicherinnen bei den folgenden Seoul Open den fünften Platz. In Marseille konnten sie zum zweiten Mal überhaupt ein Finale erreichen, das sie jedoch gegen die Brasilianerinnen Antonelli und Talita verloren. Sowohl beim anschließenden Grand Slam in Klagenfurt als auch beim folgenden Turnier in Stare Jablonki belegten Doris und Stefanie Schwaiger den geteilten fünften Platz.

### 2011
Nach einem neunten Platz beim Grand Slam in Peking nahmen die Schwestern an der WM in Rom teil. Dort mussten sie sich nach einem zweiten Platz in der Vorrunden-Gruppe und einem Sieg gegen die Schweizerinnen Kuhn/Zumkehr im Achtelfinale den Talita/Antonelli geschlagen geben. Im August spielten sie bei der Europameisterschaft in Kristiansand, wo sie ebenfalls im Achtelfinale gegen die Tschechinnen Klapalová/Háječková ausschieden.

### 2012
Die neue Saison begann für die Schwaigers in China, wo sie Neunte der Sanya Open und Fünfte des Grand Slams in Shanghai wurden. Die EM in Den Haag endete für das Duo in der ersten KO-Runde, in der es eine 1:2-Niederlage gegen die Belgierinnen Mouha/Gielen gab. Trotzdem qualifizierten sich die Schwestern mit ihrer Position in der Weltrangliste für die Olympischen Spiele in London. Dort gelangten sie über die „Lucky-Loser“-Runde der Gruppendritten ins Achtelfinale, das sie in drei Sätzen gegen die Russinnen Wassina/Wosakowa gewannen. Nach der Viertelfinal-Niederlage gegen Zhang Xi / Xue Chen aus China beendeten sie das Turnier auf dem geteilten fünften Rang.

### 2013
Die FIVB World Tour 2013 wurde mit dem Satellite Turnier in Antalya begonnen, wo man im Viertelfinale an Liliana/Baquerizo scheiterte und Neunter wurde. Ebenfalls den neunten Platz belegten die Schwaigers beim ersten Turnier der Saison auf chinesischem Boden, den Fuzhou Open, nachdem sie im Viertelfinale gegen die Brasilianerinnen Antonelli/Ágatha verloren hatten. Im Anschluss, beim ersten Grand Slam Turnier des Jahres 2013 in Shanghai, konnten sie im Verlauf des Turnieres unter anderem Ludwig/Walkenhorst und van Gestel/Meppelink besiegen, mussten sich lediglich den Brasilianerinnen Talita/Lima geschlagen geben und belegten den zweiten Platz. Es folgte das erste Turnier der Saison in Südamerika, der Corrientes Grand Slam in Argentinien, der mit einem Ausscheiden in der Gruppenphase weniger erfolgreich verlief.
Zurück in Europa konnten die Schwestern beim Masters Turnier in Baden das Finale gegen die Schweizerinnen Zumkehr/Heidrich in drei Sätzen für sich entscheiden und errangen ihren ersten internationalen Titel. Beim Grand Slam Turnier in Den Haag erreichte man, nach einer Niederlage gegen Talita/Lima aus Brasilien, ebenso wie beim darauf folgenden Grand Slam in Rom, den Neunten Platz. Im Anschluss ging es nach Stare Jablonki zu den FIVB Beach Volleyball World Championships, wo es dem Duo gelang den fünften Platz zu erreichen. Hier besiegte es die Landsfrauen Hansel/Schützenhöfer, ehe es im Viertelfinale an Ross/Pavlik aus den USA scheiterte. Beim Gstaad Grand Slam wurden die Schwestern Neunte, sie unterlagen den Deutschen Ludwig/Walkenhorst im Achtelfinale.
In Klagenfurt am Wörthersee erreichte Stefanie Schwaiger, gemeinsam mit ihrer Schwester Doris, bei der Beachvolleyball-Europameisterschaft 2013 den Europameistertitel und wurde als beste Spielerin des Turniers ausgezeichnet. Einer Auftaktniederlage in der Pool-Phase folgten zwei Siege und der Aufstieg als Gruppenerste. Nach einem klaren Erfolg über die Deutschen Borger/Kiesling im Achtelfinale rückten die Schwestern in einem hart umkämpften Spiel gegen die Russinnen Chomjakowa/Ukulowa in das Semifinale vor. Im Halbfinale wartete das Duo Ludwig/Walkenhorst, das klar besiegt wurde. Schließlich gelang im Endspiel gegen die Spanierinnen Liliana/Baquerizo ein Sieg in drei Sätzen.

### 2014
Zu Beginn der Saison laborierte Doris Schwaiger an einer Oberschenkel-Verletzung, weswegen die Schwestern bei den Turnieren in China absagen mussten.
Am 30. Mai 2014 gab Doris Schwaiger überraschend bekannt, dass sie nach dem anstehenden Heim-Turnier in Baden ihre Karriere als Beachvolleyballerin beendet. Beim letzten gemeinsamen Auftreten mit Schwester Stefanie kam es zu einer Neuauflage des EM-Finales aus dem Vorjahr. Auch im Badener Finale gewannen die Schwestern gegen die Spanierinnen Liliana/Baquerizo (die Nummer 1 des Turniers) und Doris Schwaiger verabschiedete sich mit einem Turniersieg vom Profi-Sport.

## Auszeichnungen

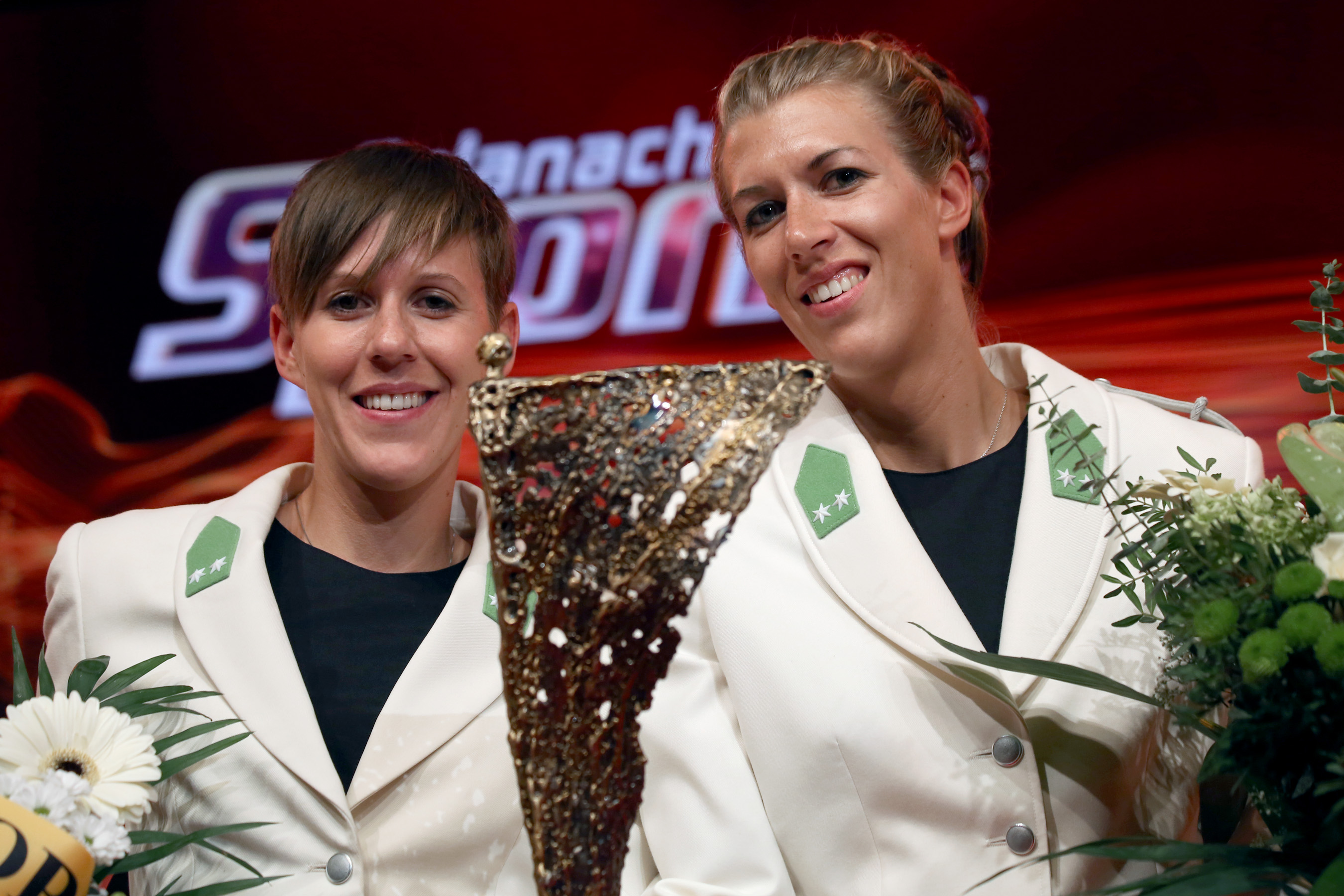
Doris (l.) und Stefanie Schwaiger mit der Auszeichnung als Österreichs Mannschaft des Jahres 2013

- 2013: Mannschaft des Jahres bei der Wahl zu Österreichs Sportler des Jahres (mit Stefanie Schwaiger)

## Privat
Doris Schwaiger studiert Biologie und Leibeserziehung auf Lehramt.